# 赤嶺正周
赤嶺筑登之正周（あかみね ちくどぅん せいしゅう、康熙55年〈1716年〉12月28日 – 乾隆7年（1742年）8月13日）は、琉球王国の官人。唐名は郭啓烈、童名は眞竃。許田家六世赤嶺筑登之。小禄間切赤嶺地頭職を務めた。

## 生涯
康煕55年に赤嶺家五世正明の長男として生まれる。母眞那武樽は那覇西村兼次筑登之の娘・思玉を母に持ち、のちに正信に嫁し、幼少時より正信家で育てられた。父正明が正信の嗣子であったため、正周はその縁により誕生した。
雍正6年（1728年）に親見世若筆者として仕官し、以後5年間勤仕。雍正8年（1730年）に結髪し、正式な成人の儀式を終える。乾隆3年（1738年）に親見世筆者として筑登之座敷に叙され、翌年には祖父正信の家跡を継ぎ、小禄間切赤嶺地頭職に任ぜられ、知行高十五石を賜った。
乾隆7年（1742年）8月13日、病没。享年27。法号は清光。

## 系譜
- 父：赤嶺筑登之正明
- 母：眞那武樽
- 妻：虞氏 粟国筑登之親雲上實保の娘・眞蒲戸
- 長男：赤嶺親雲上正惠
- 次男：正峯（郭弘範、童名：思加那）乾隆10年（1745年）に6歳で夭折